# Andrea Cesalpino
Andrea Cesalpino, gelatiniseerd als Andreas Caesalpinus, (Arezzo, mogelijk 6 juni 1519, waarschijnlijker 1524 of 1525 – Rome, 23 februari 1603) was een Italiaans arts, filosoof en botanicus. Hij was een van de eerste botanici die een herbarium aanlegden.
Cesalpino is vooral van blijvend belang door zijn bijdragen aan de botanie. In zijn botanische werken classificeerde hij planten op grond van hun vruchten en zaden, en niet zoals in die tijd te doen gebruikelijk op alfabetische volgorde of volgens hun medische eigenschappen. Zijn De plantis Libri XVI, dat in 1583 verscheen, kan beschouwd worden als het eerste leerboek in de botanie en geldt als een mijlpaal in de botanische wetenschap.
Cesalpino's belangrijkste bijdragen aan de medische wetenschap betreffen zijn studie aan de anatomie en de fysiologie van de bloedsomloop. Hij slaagde er echter niet in een goede verklaring te geven voor de circulatie, en zijn theorie dat die op gang werd gehouden door het herhaaldelijk verdampen en weer condenseren van bloed was na 1628 achterhaald, toen William Harvey zijn beschrijving van het hart als pomp had gepubliceerd.

## Biografie

### Geboortedatum
Cesalpino werd vermoedelijk geboren in Arezzo in Toscane. Een veelheid aan bronnen vermeldt 1519 als zijn geboortejaar. Daaronder Stafleu's Taxonomic Literature, de Catholic Encyclopedia van 1913, Encyclopaedia Britannica van 1911 en de Complete dictionary of Scientific Biography van 2008. Sommige vermelden er zelfs expliciet de datum van 6 juni bij. In de biografie die Ugo Viviani in 1922 van Cesalpino publiceerde deed hij verslag van zijn onderzoek naar Cesalpino's geboortedatum, waarover hij ook in 1915 al gepubliceerd moet hebben. Viviani vermeldt daar het door diverse voorgaande biografen genoemde jaar 1519 en de datum van 6 juni 1519. Al in 1625 gaf Domenico Vigna als geboortejaar 1519 op, wat door diverse anderen werd overgenomen. In 1876 publiceerde Gustavo Mancini in twee lokale tijdschriften (La Provincia di Arezzo en Il Cesalpino) enkele documenten over Cesalpino. Daar was een uittreksel uit het doopregister van het bisdom Arezzo bij waarin onder de datum 6 juni 1519 een Andrea is ingeschreven. Viviani geeft een fotografische reproductie van die pagina waarop te zien is dat een zekere Bernardino wordt genoemd als vader of grootvader. Uit bewaard gebleven documenten van Andrea's vader Giovanni weten we echter dat diens vader Andrea heette. Viviani citeert daarnaast uit de stukken over een strafproces waarin Cesalpino op 24 november 1559 als getuige-deskundige optrad, en waarin hij zijn leeftijd opgaf als '35 jaar'. Er zijn ook van later datum nog documenten waarin Cesalpino zijn leeftijd opgeeft: 70 op 3 oktober 1595, en 74 op 17 april 1599. In het archief van de parochie van Sant'Eustachio in Rome is zijn sterfdag geregistreerd als 15 maart 1603, en zijn leeftijd als 'ongeveer 78'. Viviani heeft zelf het doopregister van Arezzo doorzocht maar kon in de jaren 1524 en 1525 geen inschrijving vinden die betrekking op Cesalpino had kunnen hebben. Hij betwijfelt daarom eveneens of Cesalpino wel in Arezzo is geboren. In de inleiding van zijn Daemonum investigatio peripatetica is volgens J. Cerardini (1906) een opmerking van Cesalpino zelf te vinden waarin hij suggereert dat hij in Lombardije geboren is en later naar Arezzo gekomen zou zijn.

### Jeugd
Zijn vader, Giovanni Battista (overleden 1572) was volgens verschillende biografen arts. Zijn moeders naam was Giovanna de Bianchi. De naam Cesalpino zou erop duiden dat de familie van oorsprong uit Gallia Cisalpina afkomstig was. Zijn grootvader Andrea had zich vermoedelijk vanuit een dorp in Lombardije in Arezzo gevestigd. Andrea Cesalpino had twee jongere broers: Andrea Domenico (overleden 1583) en Antonio (gedoopt in 1531). Cesalpino bracht zijn jeugd door in zijn geboorteplaats.

### Studie
Hij ging waarschijnlijk vanaf 1544 geneeskunde en filosofie studeren aan de Universiteit van Pisa. Zijn leermeester in de anatomie was Realdo Colombo (1516–1559), maar vooral de anatomische lessen van Vesalius moeten diepe indruk op hem hebben gemaakt. In de medicijnen werd hij onderwezen door Guido Guidi (ca. 1500–1559) en in de botanie door de beroemde Luca Ghini (1490–1556). Simone Porzio (1496–1554) onderwees hem in de filosofie van Aristoteles. Hij haalde zijn doctorsgraad op 20 maart 1551.

### Hoogleraar in Pisa
In die tijd ontstonden de eerste botanische tuinen in Europa, en de eerste daarvan werd in 1543–44 in Pisa gesticht, op initiatief van Luca Ghini, die er ook de eerste directeur van was. In 1554 vertrok Ghini naar Bologna om daar hoogleraar materia medica te worden, en Cesalpino volgde hem in Pisa op als hoogleraar materia medica en als directeur van de Orto botanico, een functie die hij tot 1558 zou bekleden, en opnieuw van 1563 tot 1583. In Pisa was hij vervolgens 36 jaar onafgebroken hoogleraar, eerst 16 jaar in de botanie en daarna 20 jaar in de medicijnen. De overstap van de botanische naar de medische leerstoel kan met een betere beloning te maken hebben gehad, maar ook met het feit dat de botanici, en in z'n algemeenheid de natuurwetenschappelijke onderzoekers, een mindere reputatie genoten dan de filosofen. Ook bij de groothertog had hij meer aanzien als medicus dan als botanicus. Francesco I de' Medici gunde hem in 1583 slechts met tegenzin het geld voor de vervaardiging van de koperplaten voor zijn botanische werk De Plantis. De faam van zijn botanische tuin leverde hem intussen wél bekendheid op, ook in het buitenland. Hij correspondeerde met onder anderen Belon, De l'Obel en Aldrovandi. Galileo Galilei was waarschijnlijk tussen 1582 en 1584 een van zijn studenten. Gedurende zijn professoraat maakte hij botanische excursies naar diverse delen van Italië.
In 1563 stuurde hij vanuit Pisa een brief aan bisschop Alfonso Tornabuoni, waarin hij nieuwe principes voor de botanische classificatie uiteenzette, waaraan hij later, in De Plantis, verdere uitwerking gaf. De brief ging vergezeld van een herbarium met zevenhonderdachtenzestig planten, met hun namen en classificatie. In 1570 trok hij met zijn student Michele Mercati door Toscane op zoek naar medicinale planten, in opdracht van Paus Pius V, die er een hortus medicus mee wilde beginnen in Rome.
Enkele jaren na 1570 trouwde Cesalpino met Gherarda di Bernardino Baroncini, en in 1575 werd hun enige zoon, Giovan Battista, geboren.

### Pauselijk lijfarts in Rome
In 1589 en 1590 ontstonden conflicten tussen enkele docenten in Pisa, met name tussen Cesalpino en Francesco de Vieri, lector in de filosofie. Deze begon, ook ten overstaan van groothertog Ferdinando I de' Medici, Cesalpino te belasteren op beschuldiging van ketterij en het verspreiden van de ideeën van Bernardino Telesio. Als gevolg hiervan ontsloeg de groothertog Cesalpino en benoemde Girolamo Mercuriali in de leerstoel in de medicijnen. Cesalpino vertrok daarop naar Rome, met een aanbevelingsbrief voor zijn voormalige student Mercati om een betrekking voor hem te vinden in die stad.
In 1592 accepteerde hij het verzoek van Paus Clemens VIII om zijn lijfarts te worden en de daaraan gekoppelde functie van lector in de geneeskunde aan de Universiteit La Sapienza. Cesalpino bleef de rest van zijn leven in Rome. Hij raakte bevriend met Filippus Neri, die hij ook lang verzorgde. Na de dood van Neri was hij aanwezig bij de opgraving van diens lijk op 3 oktober 1595, en legde getuigenis af van de wonderbaarlijke conservering. Neri is later heilig verklaard. Onduidelijk is of Cesalpino ook een functie bij de door Mercati rond 1566 in Rome begonnen botanische tuin kreeg. In Rome was de botanicus Pietro Castelli, die later de botanische tuin van Messina stichtte en enige tijd Paolo Boccone onder zijn hoede had, een van zijn studenten.
Andrea Cesalpino overleed in 1603 in Rome aan de gevolgen van een acute longontsteking. Hij werd begraven in de basiliek van San Giovanni dei Fiorentini in Rome omdat hij uit de Florentijnse Republiek afkomstig was. Zijn graf werd niet gemarkeerd.

## Botanische werken

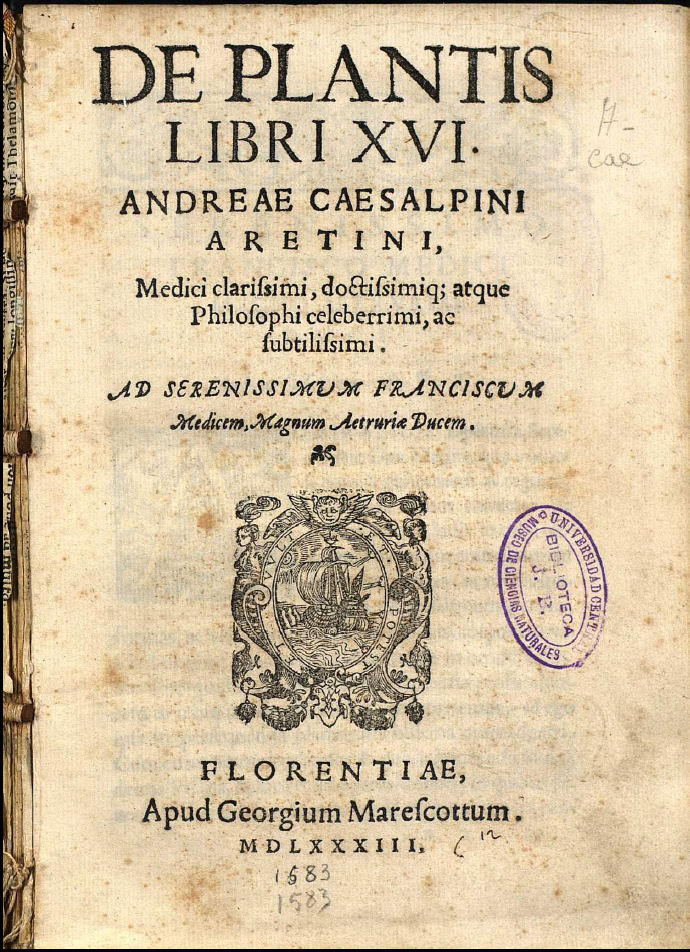
Titelpagina van De Plantis Libri XVI van 1583

Cesalpino's belangrijkste publicatie was De plantis libri XVI (16 boeken over planten). Het moment van verschijnen, 1583, is een mijlpaal in de botanische wetenschap van vóór Carl Linnaeus omdat het met recht beschouwd kan worden als het eerste wetenschappelijke tekstboek over botanie. Het werk is opgedragen aan Groothertog Francesco I de' Medici. Anders dan de kruidboeken uit die tijd, bevat De Plantis geen afbeeldingen van planten. Boek 1, in totaal ongeveer dertig pagina's, is het belangrijkste deel voor de botanie. Vanaf het begin van de 17e eeuw tot aan de huidige tijd zijn botanici het erover eens dat Cesalpino in dit boek, waarin hij zich nog door Aristoteles liet leiden, de fundamenten heeft gelegd voor de morfologie en de fysiologie van planten en dat hij hierin de eerste wetenschappelijke classificatie van de bloemplanten heeft samengesteld. In het beknopte eerste boek presenteerde hij de principes van de botanie volgens de methodes van Aristoteles en Theophrastus; in de resterende 15 boeken beschreef en classificeerde hij meer dan 1.500 planten. Het werk was in drie dingen uniek: het grote aantal originele en scherpe waarnemingen, vooral met betrekking tot bloemen, vruchten en zaden, bovendien gedaan vóór de uitvinding van de microscoop; de keuze om de organen voor reproductie te gebruiken als basis voor de botanische classificatie; en ten slotte de ingenieuze en tegelijk volstrekt filosofische behandeling van het vele materiaal dat hij door observatie had verzameld. Cesalpino gaf in 1603 nog een aanvulling uit op dit werk, onder de titel Appendix ad libros de plantis et quaestiones peripateticas.
Cesalpino staat in de geschiedenis van de botanie ook bekend als een van de eersten die een herbarium aanlegden en zeker de eerste die dat deed volgens een wetenschappelijke classificatie. Een van de oudste nog bestaande herbaria is het herbarium dat hij tussen 1555 en 1563 samenstelde voor Bisschop Alfonso Tornabuoni van Sansepolcro. Na veel omzwervingen bevindt dit herbarium zich nu in het Museo di storia naturale di Firenze in Florence. Het bestaat uit 260 pagina's folio, bijeengebonden in drie roodleren banden, en telt 768 plantensoorten.

## Filosofische werken

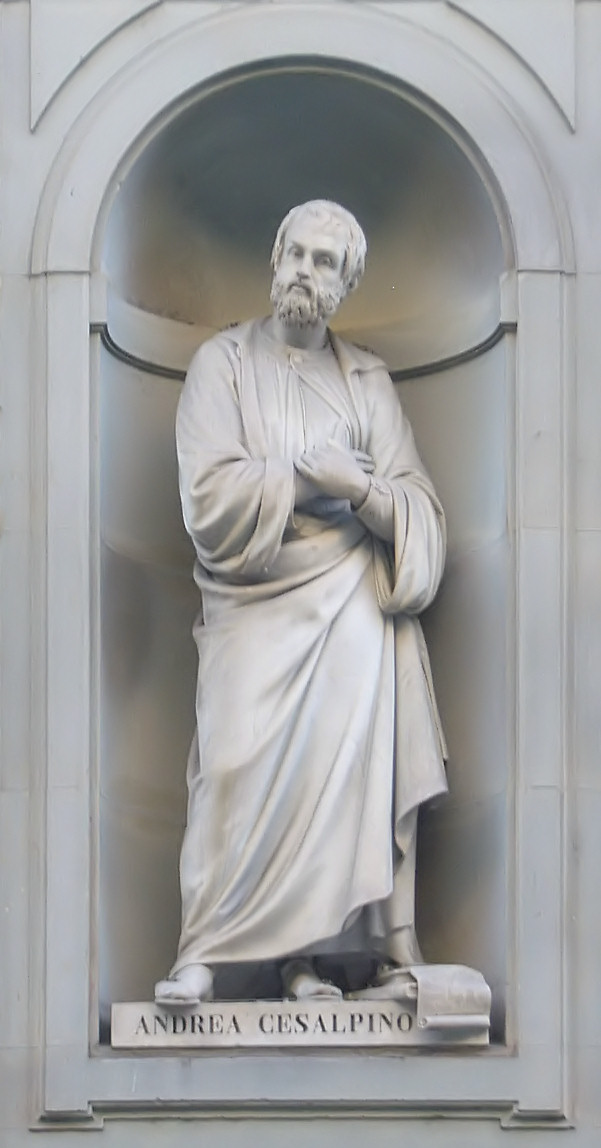
Beeld van Cesalpino in de buitengalerij van het Uffizi, Florence

Zijn belangrijkste filosofische werk is Peripateticarum quaestionum libri V (1569 of 71). Cesalpino toont zich hierin een volgeling van Aristoteles, wat in die tijd niet ongebruikelijk was. Zijn werk vertoont echter sporen van de invloed van Averroes en men zou hem een Averroistische volgeling van Aristoteles kunnen noemen. Hij lijkt een neiging tot een pantheïstische visie te hebben, waardoor hij later ook wel werd gerangschikt onder de Spinozisten van vóór Spinoza. De protestantse tegenstander van de school van Aristoteles, Nicolaus Taurellus schreef verschillende stukken waarin hij Cesalpino aanviel. Taurellus' werk Alpes caesae, (1597), is in z'n geheel gewijd aan het bestrijden van de opvattingen van Cesalpino, zoals het woordspel met de naam Caesalpinus al doet vermoeden. Bijna honderd jaar later werden Cesalpino's opvattingen opnieuw aangevallen, nu door Samuel Parker, de bisschop van Oxford, in Disputationes de Deo et providentia divina, (1678).

## Medische en fysiologische werken
Cesalpino's anatomisch en fysiologisch onderzoek naar de bloedsomloop zijn vrij bekend, enerzijds omdat niemand vóór William Harvey zo'n gedetailleerde beschrijving van de anatomie ervan had gegeven, anderzijds omdat zijn theorie dat de circulatie op gang werd gehouden door het herhaaldelijk verdampen en weer condenseren van bloed zo ver naast de waarheid zit. Cesalpino stelde dat niet de lever of de hersenen maar het hart het centrum van de bloedsomloop was. Hij beschreef daarnaast de hartkleppen en de functie ervan en gaf ook een goede beschrijving van de anatomie en de werking van de kleine bloedsomloop. Daarmee was Cesalpino al dieper in de geheimen van de circulatie gedoken dan enig tijdgenoot. In zijn Peripateticarum quaestionum Libri V, ook genoemd onder de filosofische werken, schreef hij al over de bloedsomloop. maar een veel uitgebreider werk over geneeskunde is zijn Quaestionum medicarum Libri II (1593), vergezeld van De medicamentis facultatibus Libri II (1593).

## Ander werk
Een werk van enige betekenis over chemie, mineralogie en geologie werd door hem uitgegeven onder de titel De metallicis Libri III (Rome, 1596). Sommige stukken eruit roepen nu herinnering op aan de ontdekkingen die aan het eind van de achttiende eeuw werden gedaan, zoals die van Antoine Lavoisier en René Just Haüy. In het werk komt ook naar voren dat hij een vrij goed begrip had van fossielen. Er is (nog) geen uitgebreide samenvatting verschenen van de resultaten van Cesalpino's onderzoekingen die is gebaseerd op een kritische studie van alle werken die hij het licht deed zien. Er bestaat ook geen complete heruitgave van zijn werk. Zeven van zijn boeken zijn met zekerheid bekend en de meeste daarvan zijn verschillende keren herdrukt, maar niet meer na het eind van de zeventiende eeuw.

## Eerbewijzen en eponiemie
De franciscaner monnik Charles Plumier gaf de naam Caesalpinia aan een plantengeslacht en Linnaeus behield die naam in zijn indeling van het plantenrijk. Het geslacht omvat tegenwoordig ongeveer 150 soorten en wordt ingedeeld bij de familie Fabaceae, onderfamilie Caesalpinioideae (ook wel als zelfstandige familie Caesalpiniaceae opgevat), die een groot aantal nuttige planten bevat.
Een handvol planten heeft een epitheton gekregen waarin Cesalpino is vernoemd. Daaronder:
- Butomus caesalpini Neck. (Butomaceae) (synoniem voor Butomus umbellatus L., Zwanenbloem)
- Rapunculus caesalpini Bubani (Campanulaceae) (synoniem voor Phyteuma michelii All.)
- Cepaea caesalpini Fourr. (Crassulaceae) (synoniem voor Sedum cepaea L.)
- Emerus caesalpina Medik. (Fabaceae) (status onduidelijk)
- Polygala caesalpini Bubani (synoniem voor Polygala nicaeensis subsp. caesalpini (Bubani) McNeil)
- Phoradendron caesalpiniae Ule (Santalaceae)

In Linnaeus' werk zijn veel referenties naar zijn grote voorganger in de botanie te vinden.

## Overzicht van zijn publicaties
- Peripateticarum quaestionum libri V (Venetië, 1571, 1593) Google books; diverse bronnen noemen tevens een eerste editie uitgegeven in Florence in 1569[24]
- Daemonum investigatio peripatetica, in qua explicatur locus Hippocratis si quid divinum in morbis habetur (Florence, 1580) op Gallica, Bibliothèque nationale de France
- De plantis libri XVI (Florence, 1583) op Gallica, Bibliothèque nationale de France en op Biblioteca Digital de Real Jardín Botánico Madrid
- Quaestionum medicarum libri II (Venetië, 1593, 1604)
- De medicamentis facultatibus Libri II (Venetië, 1593)
- De metallicis libri III (Rome, 1596)
- Katoptron, sive speculum artis medicae Hippocraticum (Rome, 1601) Google books
- Appendix ad libros de plantis (Rome, 1603)
- Praxis universae artis medicae (Tarvisio, 1606)

- Bibliothèque nationale de France: cb10429704r (data)
- Author citation (botany): Cesalpino
- Catàleg d'autoritats de noms i títols de Catalunya: 981058528343006706
- CiNii: DA08887643
- Gemeinsame Normdatei: 117668257
- International Standard Name Identifier: 0000 0004 4888 9208
- Library of Congress Control Number: n85801849
- Nationale Bibliotheek van Tsjechië: nlk20000082169
- Nationale bibliotheek van Australië: 35715362
- Nationale Bibliotheek van Israël: 987007278632405171
- Nationale en Universitaire bibliotheek Zagreb: 000704875
- Nederlandse Thesaurus van Auteursnamen: 07039301X
- Istituto Centrale per il Catalogo Unico: RMLV024313
- LIBRIS: 343409
- SNAC: w6gr068t
- Système universitaire de documentation: 080273378
- Trove: 1054776
- Virtual International Authority File: 100163674
- WorldCat: E39PBJdMhqk8Gt8BTwK3YMbrv3